# (9705) Drummen
(9705) Drummen (3137 T-3) – planetoida z grupy pasa głównego asteroid okrążająca Słońce w ciągu 5,32 lat w średniej odległości 3,05 j.a. Odkryta 16 października 1977 roku.